# Българско неделно училище „Трите чешми“
Българското неделно училище „Трите чешми“ е училище на българската общност в село Извоареле, окръг Телеорман, Румъния. Създадено е през 2024 г. През учебната 2024 – 2025 г. в него се обучават 25 деца.

## История
Училището е открито на 15 септември 2024 г. в село Извоареле, окръг Телеорман. То става второто българско училище в Румъния и първото в южната част на страната, извън Букурещ. При откриването му присъства посланикът на България в Румъния – Радко Влайков. Присъстват още гости от Превантивно-информационният център към община Габрово, от Българското неделно училище „Йордан Йовков“ към Посолството на България в Букурещ и от Асоциация „Българска радост“ от село Бълени-Сърби в община Бълени, окръг Дъмбовица.